# Rolf Johnsson
Rolf Vilhelm Oscar Johnsson (Estocolm, 1 de desembre de 1889 – Uppsala, 3 de juny de 1931) va ser un gimnasta suec que va competir a primers del segle xx.
El 1908 va prendre part en els Jocs Olímpics de Londres, on guanyà la medalla d'or en la prova del concurs complet per equips, com a membre de l'equip suec.